# Vacarisses
Vacarisses (em catalão e oficialmente) ou Vacarisas (em castelhano) é um município da Espanha, na comarca do Vallès Occidental, província de Barcelona, comunidade autónoma da Catalunha. Tem 40,44 km² de área e em 2021 tinha 7 082 habitantes (densidade: 175,1 hab./km²).